# Ile aux Moustiques
Ile aux Moustiques (Île aux Moustiques, auch: Moustiques, dt.: Insel der Mücken) ist eine Insel der Seychellen im Atoll Cosmoledo in den Outer Islands.

## Geographie
Die Insel liegt im westlichen Riffsaum des Atolls als südlicher Ausläufer von Menai. Die Insel hat eine Fläche von 1,9 ha.
Etwas weiter nördlich liegt auch die Ile Baleine.